# FK Jablonec
Fotbalový klub Jablonec – czeski klub piłkarski, założony w 1945 w mieście Jablonec nad Nysą, występujący w czeskiej ekstraklasie.

## Historia
Klub został założony 5 czerwca 1945 jako Český sportovní klub Jablonec na Nisou. Grał w niższych ligach czechosłowackich aż do 1963, kiedy jako Jiskra Jablonec awansował na drugi szczebel ligowy. Wówczas sponsorem tytularnym drużyny zostały zakłady samochodowe LIAZ z pobliskiego Liberca. W 1970 Jablonec osiągnął finał ówczesnego autonomicznego pucharu Czech, jednak w finałowym dwumeczu przegrał z TJ Gottwaldov 2–6. Cztery lata później zespół awansował do czechosłowackiej ekstraklasy, gdzie w pierwszym, historycznym sezonie zajął 11. miejsce. W kolejnym (1975/76) zakończył rozgrywki na przedostatnim miejscu i spadł do II ligi.
W 1992 roku Jablonec wygrał III ligę (grupę czeską – ČFL) i awansował do czesko-morawskiej grupy II ligi (ČMFL). Siódme miejsce w sezonie 1992/93 dało mu prawo do walki o awans do nowo tworzonej czeskiej ekstraklasy, ale w barażach uległ Bohemians (1-1 i 0-2). Rok później klub został zwycięzcą czeskiej II ligi, uzyskując awans do I ligi, gdzie pozostaje do dzisiaj (sezon 2017/18). Największy sukces klubowy to zdobycie pucharu Czech w 1998, co pozwoliło wystartować w Pucharze Zdobywców Pucharów w następnym sezonie.
W sezonie 2009/2010 czeskiej ekstraklasy Jablonec finiszował punkt za mistrzami ze Sparty Praga, zaś w kolejnej edycji rozgrywek zajął trzecie miejsce. W 2013 roku po raz drugi w historii wywalczył Puchar Czech, pokonując w finale FK Mladá Boleslav rzutami karnymi i kwalifikując się po raz 6. do europejskich pucharów.
W sezonie 2017-18 po raz 8. dotarli do finału Pucharu Czech, ale nie sprostali w nim Slavii Praga (porażka 1-3). W tym samym sezonie zajęli w lidze 3. miejsce i zakwalifikowali się po raz 8. do europejskich pucharów.

## Jablonec wI lidze czechosłowackiej
| Sezon   | M  | Z  | R  | P  | BZ | BS | Punkty | Miejsce |
| ------- | -- | -- | -- | -- | -- | -- | ------ | ------- |
| 1974/75 | 30 | 12 | 4  | 14 | 28 | 36 | 28     | 11.     |
| 1975/76 | 30 | 7  | 10 | 13 | 28 | 51 | 24     | 15.     |

## Pierwszoligowi rekordziści klubu

### Mecze
Stan na koniec sezonu 2017/18
| 1  | Luboš Loučka   | 239 |
| 2  | Jozef Weber    | 208 |
| 3  | Tomáš Michálek | 182 |
| 4  | Tomáš Čížek    | 163 |
| 5  | David Lafata   | 161 |
|    | Pavel Eliáš    | 161 |
| 7  | Roman Skuhravý | 150 |
| 8  | Pavel Jirousek | 141 |
|    | Vít Beneš      | 141 |
| 10 | Pavel Pěnička  | 139 |

### Gole
Stan na koniec sezonu 2017/18
| 1  | David Lafata     | 88 |
| 2  | Tomáš Michálek   | 34 |
| 3  | Radim Holub      | 30 |
| 4  | Rudolf Svoboda   | 29 |
| 5  | Martin Doležal   | 28 |
| 6  | Radovan Hromádko | 27 |
| 7  | Jan Kopic        | 23 |
| 8  | Karel Piták      | 22 |
| 9  | Jaromír Navrátil | 21 |
| 10 | Tomáš Čížek      | 20 |

Uwaga: Rudolf Svoboda zdobywał gole w I lidze czechosłowackiej (sezony 1974/75 i 1975/76).

## Europejskie puchary
Legenda do wszystkich tabel:
- Q – runda eliminacyjna, 1/16, 1/8, 1/4, 1/2 – odpowiednia faza rozgrywek, Grupa – runda grupowa, 1r gr – pierwsza runda grupowa, 2r gr – druga runda grupowa, F – finał, R – runda, PO – play-off
- k. – rzuty karne, los. – losowanie, Dogr. – dogrywka, w. – zasada bramek strzelonych na wyjeździe

### Puchar UEFA/Liga Europy
| Sezon   | Runda   | Przeciwnik               | Dom            | Wyjazd         | Ogólnie        |
| ------- | ------- | ------------------------ | -------------- | -------------- | -------------- |
| 1997/98 | 1Q      | Karabach Agdam           | 5–0            | 3–0            | 8–0            |
| 1997/98 | 2Q      | Örebro SK                | 1–1            | 0–0            | 1–1, w.        |
| 2007/08 | 2Q      | Austria Wiedeń           | 1–1            | 3–4            | 4–5            |
| 2010/11 | 3Q      | APOEL FC                 | 1–3            | 0–1            | 1–4            |
| 2011/12 | 2Q      | Flamurtari Wlora         | 5–1            | 2–0            | 7–1            |
| 2011/12 | 3Q      | AZ Alkmaar               | 1–1            | 0–2            | 1–3            |
| 2013/14 | 2Q      | Strømsgodset IF          | 2–1            | 3–1            | 5–2            |
| 2013/14 | 3Q      | Real Betis               | 1–2            | 0–6            | 1–8            |
| 2015/16 | 2Q      | FC København             | 0–1            | 3–2            | 3–3, w.        |
| 2015/16 | 3Q      | AFC Ajax                 | 0–0            | 0–1            | 0–1            |
| 2018/19 | Grupa K | Stade Rennais            | 0–1            | 1–2            | 4. miejsce     |
| 2018/19 | Grupa K | Dynamo Kijów             | 2–2            | 1–0            | 4. miejsce     |
| 2018/19 | Grupa K | Astana                   | 1–1            | 1–2            | 4. miejsce     |
| 2019/20 | 2Q      | Piunik Erywań            | 0–0            | 1–2            | 1–2            |
| 2020/21 | 2Q      | DAC 1904 Dunajská Streda | 3–5 (W), Dogr. | 3–5 (W), Dogr. | 3–5 (W), Dogr. |
| 2021/22 | 3Q      | Celtic                   | 2–4            | 0–3            | 2–7            |

### Liga Konferencji Europy
| Sezon   | Runda   | Przeciwnik | Dom | Wyjazd | Ogólnie    |
| ------- | ------- | ---------- | --- | ------ | ---------- |
| 2021/22 | PO      | MŠK Žilina | 5–1 | 3–0    | 8–1        |
| 2021/22 | Grupa D | CFR Cluj   | 1–0 | 0–2    | 3. miejsce |
| 2021/22 | Grupa D | AZ Alkmaar | 1–1 | 0–1    | 3. miejsce |
| 2021/22 | Grupa D | Randers    | 2–2 | 2–2    | 3. miejsce |

### Puchar Zdobywców Pucharów
| Sezon   | Runda | Przeciwnik       | Dom | Wyjazd | Ogólnie     |
| ------- | ----- | ---------------- | --- | ------ | ----------- |
| 1998/99 | 1R    | Apollon Limassol | 2–1 | 1–2    | 3–3, k: 3–4 |

## Historyczne nazwy
- 1945 – ČSK Jablonec nad Nisou (Český sportovní klub Jablonec nad Nisou)
- 1948 – SK Jablonec nad Nisou (Sportovní klub Jablonec nad Nisou)
- 1955 – Sokol Preciosa Jablonec nad Nisou
- 1960 – TJ Jiskra Jablonec nad Nisou (Tělovýchovná jednota Jiskra Jablonec nad Nisou)
- 1963 – TJ LIAZ Jablonec nad Nisou (Tělovýchovná jednota Liberecké automobilové závody Jablonec nad Nisou)
- 1993 – TJ Sklobižu Jablonec nad Nisou (Tělovýchovná jednota Sklobižu Jablonec nad Nisou)
- 1994 – FK Jablonec nad Nisou (Fotbalový klub Jablonec nad Nisou, a.s.)
- 1998 – FK Jablonec 97 (Fotbalový klub Jablonec 97, a.s.)
- 2008 – FK Baumit Jablonec (Fotbalový klub Baumit Jablonec, a.s.)
- 1998 – FK Jablonec (Fotbalový klub Jablonec, a.s.)

## Sukcesy
- Superpuchar Czech: 2013
- wicemistrz Czech: 2010
- Puchar Czech: 1998, 2013
- finalista Pucharu Czech: 2003, 2007, 2010, 2015, 2016, 2018
- Puchar Czech (autonomiczny): finał – 1970

## Skład na sezon 2017/2018
| Nr | Poz. | Piłkarz                   |
| -- | ---- | ------------------------- |
| 1  | BR   | Jan Hanuš                 |
| 3  | OB   | Tomáš Hübschman (kapitan) |
| 4  | OB   | Luděk Pernica             |
| 5  | OB   | Matěj Hanousek            |
| 6  | OB   | Jiří Piroch               |
| 7  | PO   | Jaroslav Diviš            |
| 8  | PO   | Lukáš Masopust            |
| 10 | PO   | Michal Trávník            |
| 11 | PO   | Matěj Kubista             |
| 12 | OB   | Jaroslav Zelený           |
| 13 | OB   | David Lischka             |
| 14 | PO   | David Breda               |

| Nr | Poz. | Piłkarz          |
| -- | ---- | ---------------- |
| 15 | NA   | Martin Doležal   |
| 19 | NA   | Jan Chramosta    |
| 20 | BR   | Martin Klement   |
| 22 | OB   | Nikola Janković  |
| 24 | OB   | Dominik Plestil  |
| 25 | NA   | Vladimir Jovović |
| 26 | OB   | Tomáš Holeš      |
| 27 | PO   | Vojtěch Kubista  |
| 28 | NA   | Jan Dil          |
| 30 | BR   | Vlastimil Hrubý  |
| 77 | PO   | Jakub Považanec  |